# Höllriegelskreuth
Höllriegelskreuth ist ein Gemeindeteil von Pullach im Isartal im oberbayerischen Landkreis München. 

## Lage
Höllriegelskreuth liegt auf dem waldreichen linken Hochufer der Isar unmittelbar an der S-Bahn-Linie München–Wolfratshausen mit dem Bahnhof Höllriegelskreuth. Das Siedlungsgebiet ist mit dem nördlich angrenzenden Pullach verwachsen. Die Grünwalder Isarbrücke überquert den Fluss zwischen Höllriegelskreuth und Grünwald.

## Geschichte
Die Gründung des Ortes geht auf den Steinmetzmeister Franz Höllriegel zurück, der hier Mitte des 19. Jahrhunderts einen Steinbruch für Nagelfluh sowie ein Gutshaus errichten ließ. Zu Beginn dieses Unternehmens stand die Rodung des Geländes, worauf der Ortsnamensbestandteil „-kreuth“ (von reuten = „roden“) verweist. Der Steinbruch von Höllriegelskreuth wurde um 1886 berühmt als Sitz der Humanitas-Gemeinschaft des Malers und Kulturreformers Karl Wilhelm Diefenbach (1851–1913).
Dank der Energieversorgung durch das Wasserkraftwerk Höllriegelskreuth und seiner günstigen Lage an der Isartalbahn wurde der Ort bereits früh zu einem Standort für Industrieansiedlungen. Die Firma Linde nahm hier 1903 die erste Luftzerlegungsanlage in Betrieb. Daraus entwickelte sich ein Konflikt zwischen dem Gründer der Isarwerke, Jakob Heilmann, und frühen Naturschützern um den Architekten Gabriel von Seidl, die 1902 den Isartalverein gründeten.

## Bauwerke
Bedeutendstes Bauwerk des Ortes ist das ehemalige Höllriegelsche Gutshaus, das der Ortsgründer Franz Höllriegel im Isartal gegenüber der am östlichen Ufer der Isar gelegenen Burg Grünwald und an einer jahrhundertelang betriebenen Fähre errichten ließ. Im Gutshaus befindet sich heute das Ausflugslokal „Brückenwirt“. Im Süden schließt sich der Höllriegel-Park an, der im Stil eines Landschaftsgartens angelegt wurde. Ausgestattet war der Park mit verschiedenen architektonischen Elementen, die als Kulisse für das Haus dienten, so eine kleine Kapelle, eine Mariensäule, ein Monopteros und weitere Andachtsstätten. 2019 kaufte die Gemeinde das Waldstück mit dem Höllriegel-Park, um es unter Schutz zu stellen.
Ebenfalls unter Denkmalschutz stehen drei herrschaftliche Villen aus der Gründerzeit auf dem Hochufer, darunter die Villa Bellemaison.

## Wirtschaft
Höllriegelskreuth ist Sitz des Unternehmensbereichs Gas and Engineering der Linde AG. Das Unternehmen bezog die Villa Schaumburg, das ehemalige Domizil Fürst Adolfs zu Schaumburg Lippe. Der Ort ist auch Sitz des Autovermieters Sixt und des Finanzdienstleisters cash.life AG.

## Persönlichkeiten
- Lucidus Diefenbach (1886–1958), Landschaftsmaler